# FV Biberach
Der FV Biberach ist ein Fußballverein mit rund 350 Mitgliedern aus Biberach an der Riß.

## Geschichte
Der Verein entstand 1970 als Zusammenschluss des 1925 gegründeten FC Wacker Biberach mit der Abteilung Fußball der TG Biberach. Die im Jahr 1900 gegründete TG Biberach, der 1949 die Spielvereinigung Biberach beitrat, war der erfolgreichere der beiden Vereine. 1963 stieg die TG erstmals in die Schwarzwald-Bodenseeliga, der damals höchsten deutschen Amateurklasse, auf, stieg aber 1964 sofort wieder ab.
Nach der Fusion begann die erfolgreichste Zeit des Vereins. 1971 wurde der FV Dritter der Schwarzwald-Bodenseeliga und qualifizierte sich so zum württembergischen Ausscheidungsspiel für die Deutsche Amateurmeisterschaft. 1978 qualifizierte er sich für die neu gegründete Oberliga Baden-Württemberg, der er bis 1986 ununterbrochen angehörte. Nach dem zwischenzeitlichen Abstieg bis in die Landesliga schaffte der FV Biberach als Meister der Verbandsliga Württemberg 1994 noch einmal den Aufstieg in die Oberliga.
Nach dem erneuten Abstieg 1999 und der Insolvenz des Vereins im Dezember 2002 rutschte der FV Biberach bis in die Bezirksliga ab. 2022 gelang als Landesligameister die Rückkehr in die Verbandsliga Württemberg. 2024 stieg man als Vorletzter wieder ab.

## Erfolge
Meisterschaft
- Vize-Meister der Schwarzwald-Bodenseeliga: 1978
- Endspiel um die württembergische Meisterschaft und Ausscheidung zur Deutschen Amateurmeisterschaft: 1971
- Meister der Verbandsliga Württemberg: 1994

Pokal
- WFV-Pokalsieger: 1967 (TG Biberach)
- Teilnahme an der 1. Hauptrunde des DFB-Pokals 1979/80 (1:2-Niederlage gegen Borussia Mönchengladbach)

## Stadion
Der Verein trägt seine Heimspiele im Stadion an der Querspange aus, das neben den rund 9.700 Stehplätzen über eine Tribüne mit 700 überdachten Sitzplätzen verfügt.

## Spieler
- Edgar Hess (1989–1991)
- Markus Löw (1982–1983)
- Bohumil Augustyn (1984–1985, 1988–1991)